# Warrior's Dance
Warrior's Dance è un singolo del gruppo musicale inglese The Prodigy, pubblicato l'11 maggio 2009 come terzo estratto dal quinto album in studio Invaders Must Die.

## Tracce
CD
1. Warrior's Dance (Edit) – 2:55
2. Warrior's Dance (Benga Remix) – 4:45
3. Warrior's Dance (South Central Remix) – 5:40

12"
- Lato A

1. Warrior's Dance (Benga Remix) – 4:45

- Lato B

1. Warrior's Dance (South Central Remix) – 5:40

Download digitale
1. Warrior's Dance (Edit) – 2:57
2. Warrior's Dance (Album Version) – 5:12
3. Warrior's Dance (South Central Remix) – 5:42
4. Warrior's Dance (Benga Remix) – 4:45
5. Warrior's Dance (Future Funk Squad's 'Rave Soldier' Mix) – 5:33
6. Warrior's Dance (Kicks Like a Mule Remix) – 5:12

## Formazione
- Liam Howlett – sintetizzatore, programmazione, produzione, missaggio
- Neil McLellan – missaggio
- John Davis – mastering

## Classifiche
| Classifica (2009) | Posizione massima |
| ----------------- | ----------------- |
| Austria           | 54                |
| Germania          | 64                |
| Regno Unito       | 9                 |